# Маличина Гребля
Мали́чина Гре́бля, Мали́кина Гре́бля (укр. Маличина Гребля) — село, расположенное на территории Борзнянского района Черниговской области (Украина). Расположено в 9 км на север от райцентра Борзны. Население — 185 чел. (на 2006 г.). Адрес совета: 16453, Черниговская обл., Борзнянский р-он, село Высокое, ул. Ленина,86 
В прошлом хутор Маликина Гребля, Шаповаловской волости, Борзенского уезда, Черниговской губернии.